# Hubballi-Dharwad
Hubballi-Dharwad (kannada ಹುಬ್ಬಳ್ಳಿ ಧಾರವಾಡ) – miasto w południowych Indiach, w stanie Karnataka, u podnóża Ghatów Zachodnich. Około 648 tys. mieszkańców.